# 庫氏黃姑魚
庫氏黃姑魚為輻鰭魚綱鱸形目鱸亞目石首魚科的其中一種，分布東印度洋及西太平洋區，包括中國、印度、斯里蘭卡、印尼、越南、菲律賓等海域，棲息在沿海、河口區。